# Співдружність Філіппін
Співдружність Філіппін (англ. Commonwealth of the Philippines; ісп. Commonwealth de Filipinas; тагал. Komonwelt ng Pilipinas або Malasariling Pamahalaan ng Pilipinas) — адміністративний орган, який керував Філіппінами з 1935 по 1946 рік (1942—1945 — у вигнанні, коли Японія окупувала країну). Він замінив Острівний уряд — територіальний уряд Сполучених Штатів, і був створений Законом Тайдінгса — Макдаффі. Співдружність була задумана як перехідна адміністрація для підготовки до повного досягнення країною незалежності. Її закордонні справи залишались керовані США. Its foreign affairs remained managed by the United States.
Уряд Співдружності перебував у вигнанні з 1942 по 1945 рік, коли Філіппіни перебували під японською окупацією. У 1946 році термін Співдружності закінчився, і Філіппіни заявили про повний суверенітет, як це передбачено статтею XVIII Конституції Філіппін.
| Президент      | Вступив на посаду | Залишив посаду | Політична партія | Віце-президент  |
| -------------- | ----------------- | -------------- | ---------------- | --------------- |
| Мануель Кесон  | 15 листопада 1935 | 1 серпня 1944  | Націоналісти     | Серхіо Осменья  |
| Серхіо Осменья | 1 серпня 1944     | 28 травня 1946 | Націоналісти     | ----            |
| Мануель Рохас  | 28 травня 1946    | 4 липня 1946   | Ліберали         | Ельпідіо Кіріно |